# Vysokotlaké čištění

Odstraňování starého nátěru na lodi pomocí vysokotlaké myčky

Tlakové mytí, vysokotlaké čištění nebo tryskání vodou je činnost, při které dochází k čištění různých povrchů a materiálů využíváním proudu vody pod vysokým tlakem, s velikou kinetickou energií.
Díky této síle proudu vody směřované k čištěnému povrchu je možné odstranit například:
- atmosférické nečistoty (prachové částice, smog, saze a jiné nečistoty vznikající reakcemi materiálu povrchů s kyselými dešti)
- organické nečistoty (řasy, plísně, mechy apod.)
- graffiti, barvy, laky a mořidla
- mastnostu a olejové skvrny
- cementový povlak, rez i solné výkvěty
- pogumování betonových, asfaltových a antiskidových povrchů
- žvýkačky, apod.

## Princip čištění
Princip vysokotlakého čištění je založen na mechanickém odtržení špíny z povrchu, aplikací vody o veliké kinetické energii. Ta je dána její rychlostí, tedy tlakem a hmotností, tedy průtokem. Na rozdíl od klasického vodního čištění, při kterém je kinetická energie vyráběna velkým množstvím vody, je zde její spotřeba kvůli vysokému tlaku až o 75 % nižší, při mnohonásobném čisticím efektu.

## Použití

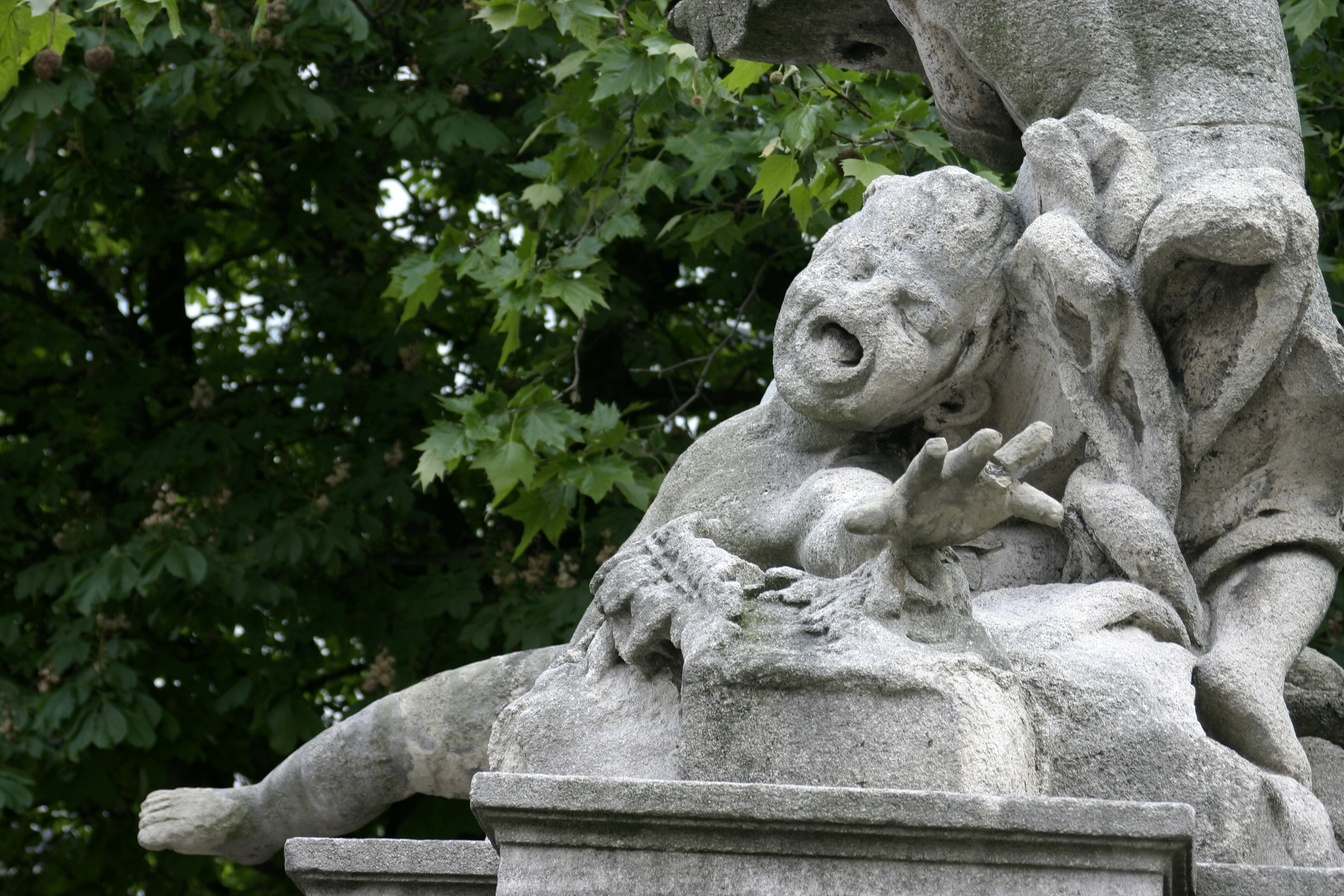
Vliv kyselého deště na sochy

Pomocí různých druhů vysokotlakých čističů je možné odstranit prach, barvu, bláto ze zdí, kovů, cest, chodníku, olejové skvrny z podlah, různorodou špínu z dopravních prostředků, odstranění graffiti z budov, mytí materiálů od starých nátěrů a popisů a jejich přípravu pro další úpravu nebo renovaci, atd. Také se rozšiřuje obnova a čištění kulturních památek pomocí tlakových myček, například berlínská Brandenburská brána v Německu, Mount Rushmore ve Spojených státech apod.